# Filarioidea
Super-famille
Les Filarioidea sont une super-famille de nématodes (les nématodes sont un embranchement de vers non segmentés, recouverts d'une épaisse cuticule et menant une vie libre ou parasitaire).

## Liste des familles
Selon World Register of Marine Species (22 mai 2021) :
- Filariidae Chabaud & Anderson, 1959
- Onchocercidae Leiper, 1911

## Publication originale
- Alain G. Chabaud et Roy C. Anderson, « Nouvel essai de classification des Filaires (Superfamille des Filarioidea) II. 1959 », Annales de Parasitologie Humaine et Comparée, vol. 34, nos 1-2,‎ 1959, p. 64-87 (ISSN 0003-4150 et 2772-4042, DOI 10.1051/PARASITE/1959341064, lire en ligne).